# Анновка (Липовецкий район)
Анновка (укр. Ганнівка) — село на Украине, находится в Липовецком районе Винницкой области.
Код КОАТУУ — 0522286402. Население по переписи 2001 года составляет 179 человек. Почтовый индекс — 22540. Телефонный код — 4358.
Занимает площадь 0,84 км².

## Адрес местного совета
22540, Винницкая область, Липовецкий район, с. Славная, ул. Ленина, 30